# Henrik Lilius
Johan Henrik Lilius, född 3 februari 1939 i Viborg, död 12 juni 2024 i Helsingfors, var en finlandssvensk konsthistoriker.
Han var 1959–65 forskare vid arkeologiska kommissionen, 1965–1972 vid Finlands Akademi och förestod 1972–1976 Finlands Rominstitut. Han var professor i arkitekturhistoria vid Tekniska högskolan i Helsingfors 1975–1983 och professor i konsthistoria vid Helsingfors universitet 1983–1993. Efter att ha förestått Finlands Atheninstitut 1992 var han generaldirektör för Museiverket i Finland, med titeln statsarkeolog, åren 1993–2003.

## Utmärkelser, ledamotskap och priser
- Ledamot av Vetenskapssocieteten i Lund (LVSL, 1985)[5]
- Ledamot av Finska Vetenskaps-Societeten 1991[6]

### Ordnar
- Kommendörstecknet av Finlands Lejons orden[3]
- Kommendör av Kronorden[3]
- Kommendör av Italienska republikens förtjänstorden[3]

[Redigera Wikidata]